# Matsucoccus apterus
Matsucoccus apterus är en insektsart som beskrevs av Koteja 1984. Matsucoccus apterus ingår i släktet Matsucoccus och familjen pärlsköldlöss. Inga underarter finns listade i Catalogue of Life.